# グレッグ・トーランド
グレッグ・トーランド（Gregg Toland, 1904年5月29日 - 1948年9月26日）は、アメリカ合衆国イリノイ州出身の映画撮影監督。

## 来歴
若い頃から頭角を現し、ジョン・フォード、ハワード・ホークス、オーソン・ウェルズ、キング・ヴィダー、ウィリアム・ワイラーなど著名な監督の作品に参加。1939年の『嵐ケ丘』でアカデミー撮影賞を受賞。
1948年、冠状動脈血栓症のため死去した。44歳没。

## 主な作品
- 突貫勘太 Palmy Days (1931)
- カンターの闘牛師 The Kid from Spain (1932)
- 仮面の男 The Masquerader (1933)
- 羅馬太平記 Roman Scandals (1933)
- 女優ナナ Nana (1934)
- 噫無情 Les Misérables (1935)
- 男性No. 1 Public Hero #1 (1935)
- 狂恋 Mad Love (1935)
- この三人 These Three (1936)
- 市街戦 Beloved Enemy (1936)
- 歴史は夜作られる History Is Made at Night (1937)
- デッドエンド Dead End (1937)
- 別離 Intermezzo: A Love Story (1939)
- 嵐ケ丘 Wuthering Heights (1939)
- 怒りの葡萄 The Grapes of Wrath (1940)
- 西部の男 The Westerner (1940)
- 果てなき船路 The Long Voyage Home (1940)
- 市民ケーン Citizen Kane (1941)
- 教授と美女 Ball of Fire (1941)
- 偽りの花園 The Little Foxes (1941)
- ならず者 The Outlaw (1943)
- 真珠湾攻撃 December 7th (1943) 兼監督
- ダニー・ケイの牛乳屋 The Kid from Brooklyn (1946)
- 南部の唄 Song of the South (1946)
- 我等の生涯の最良の年 The Best Years of Our Lives (1946)
- ヒット・パレード A Song Is Born (1948)

## 受賞歴

### アカデミー賞
受賞
1940年 アカデミー撮影賞 (白黒部門)：『嵐が丘』
ノミネート
1936年 アカデミー撮影賞：『噫無情』
1938年 アカデミー撮影賞：『デッドエンド』
1940年 アカデミー撮影賞 (白黒部門)：『別離』
1941年 アカデミー撮影賞 (白黒部門)：『果てなき航路』
1942年 アカデミー撮影賞 (白黒部門)：『市民ケーン』